# Festival du film méditerranéen d’Annaba 2018
Le Festival du film méditerranéen d'Annaba 2018, 3e édition du festival, se déroule du 21 au 27 mars 2018 au théâtre régional Azzedine Medjoubi à Annaba,,,,.

## Palmarès
| Prix                                          | Attribué à                                                                              | Pays                          |
| --------------------------------------------- | --------------------------------------------------------------------------------------- | ----------------------------- |
| Annab d'Or                                    | Jusqu'à la fin des temps" de Yasmine Chouikh                                            | Algérie                       |
| Annab d'argent                                | Été 93, de Carla Simon                                                                  | Espagne                       |
| Prix de la meilleure interprétation féminine  | Djamila Arras, pour le rôle de Joher dans "Jusqu'à la fin des temps" de Yasmine Chouikh | Algérie                       |
| Prix de la meilleure interprétation masculine | Ahmed El Fischawy pour son rôle principal dans "Sheikh Jackson" de Amr Salama           | Égypte                        |
| Prix du meilleur réalisateur                  | Jonas Carpignano, pour À Ciambra                                                        | Italie États-Unis             |
| Prix du public                                | La chasse aux fantômes, de Raed Andoni                                                  | Palestine France Suisse Qatar |

| Prix          | Attribué à                                   | Pays    |
| ------------- | -------------------------------------------- | ------- |
| Grand prix    | That lovely life, de Iskander Rami Aloui     | Algérie |
| Deuxième prix | Entre les deux chambres, de Merouane Boudiab | Algérie |
| Prix du jury  | Dahniz, de Mohamed Benabdallah               | Algérie |

| Prix             | Attribué à                                | Pays    |
| ---------------- | ----------------------------------------- | ------- |
| Annab d'or       | Carré 35, de Eric Caravaca                | France  |
| Mention spéciale | Des moutons et des hommes, de Karim Sayad | Algérie |
| Mention spéciale | Fais soin de toi, de Mohamed Lakhdar Tati | Algérie |

| Prix           | Noms                                                                            | Attribué à | Pays                                             |
| -------------- | ------------------------------------------------------------------------------- | --- | ------------------------------------------------ |
| Annab d'amitié | - Nejib Ayed, - Ridha Béhi - Barbet Schroeder - Nadia Talbi - Hassan Benzerari, | - Directeur des Journées cinématographiques de Carthage (JCC) de Tunis - Cinéaste - Réalisateur - Comédienne - Acteur | - Tunisie - Tunisie - Suisse - Algérie - Algérie |